# Dobova
Dobova è situata in Slovenia al confine  con la Croazia, nella pianura alluvionale della Sava. Dal punto di vista amministrativo è una frazione del comune di Brežice.
È un complesso costituito da nove villaggi dei quali il principale è Dobova. 
Gli altri sono Gabrje (ex Gaberje), Sela, Veliki Obrež, Mali Obrež, Rigonce, Loče, Mihalovec e Mostec.
Dobova ha una propria banca, le scuole elementari e medie, la parrocchia ed ha anche una propria banda musicale.
Già dai tempi della ex Jugoslavia la sua stazione è un importante snodo ferroviario per la posizione lungo la linea di collegamento Lubiana - Zagabria.
Ogni villaggio ha un proprio "Gasilski Dom", la stazione dei vigili del fuoco, un'associazione di volontari che svolge anche un'importante funzione di aggregazione sociale (situazione comune in tutta la Slovenia).
Nel territorio di Dobova si trova la riserva naturale di Jovsi che si estende anche nel confinante villaggio di Kapele.